# Coryphaena hippurus
Coryphaena hippurus је површинска риба, која насељава умјерене, тропске и суптропске воде широм свијета. Најчешће се налазе у водама око Мексичког залива, Костарике, Хаваја и Индијског океана.

## Опис
Ова јединка има спљоштено тијело и једну дугу леђну перају која се протеже од главе готово до репа. Зрели мужјаци имају истакнута чела која стрше знатно изнад тијела. Женке имају заобљену главу. Њихова репна и подрепна пераја оштро су конкавна. Одликује их засљепљујућа боја - златна на бочним странама тијела и јарко плава и зелена на боковима и лећима. Пекторална пераја су плаве боје. Бок им је широк и златан. Када се пронађу ван воде, ове рибе често мијењају боју, пролазећи кроз неколико нијанси прије него што на крају коначно изблиједе до пригушене жуто-сиве боје.
Coryphaena hippurus може да живи и до пет година, мада ријетко кад пређе четири године. Женке су обично мање од мужјака. Улови ове рибе обично теже од 7 до 13 килограма и дуги су око једног метра. Ова риба ријетко прелази 15 килограма, а тек оне изнад 18 килограма су прави изузеци. Спадају међу рибе које најбрже расту. Они се одмарају у топлим океанским струјама током већег дијела године. У питању су месождерке, те се хране летећим рибама, раковима, лигњама и скушама. Такође је познато да једу зоопланктон.
Мужјаци и женке су сексуално зрели у првој години, обично у доби од четири до пет мјесеци. Женке се мријесте два до три пута годишње и произведу између 80.000 до 1.000.000 јаја. Углавном се налазе у површинским водама. Док је сирово, њихово месо је сиво-бијело, кува се док се не добије бијела боја са чистим, немасним укусом. Тијело је благо витко и дуго, те их чини брзим пливачима; могу препливати 92,6 километра по часу.
Ова риба се још назива и махи-махи, а тај назив потиче са хавајског језика и значи ,,врло јак". Ова врста се такође назива и обични делфин, што је можда и погрешно јер није повезана са делфинима. У дијеловима Тихог океана и уз обале јужне Африке, назива се још и дорадо, што на шпанском значи „златан”. На медитеранском острву Малта, још се назива и лампука.

## Распрострањеност и станиште
Ове јединке су веома тражене за спортски риболов и у комерцијалне сврхе. Риболовци траже ову рибу због њене љепоте, величине и квалитета хране. Може се наћи у Карипском мору, на западној обали Сјеверне и Јужне Америке, пацифичкој обали Костарике, те у Мексичком заливу, атлантској обали Флориде и западне Африке, Индијском океану, заливу Бенгала, југу Кинеског мора и у југоисточној Азији, те Хаваји, Тахити и многа друга мјеста широм свијета.
Сједињене Америчке Државе и карипске земље су примарни потрошачи ове рибе, али и многе европске земље повећавају своју потрошњу сваке године. Ово је популарно јело и у Аустралији. Јапан и Хаваји су такође значајни потрошачи. У почетку се риба хватала успут, ловећи друге рибе, док је сада тражена самостално.

## Галерија
- Coryphaena hippurus на тржишту
- Coryphaena hippurus изблиза
- Уловљена Coryphaena hippurus
- Млади риболовац са Coryphaena hippurus, из Грчке, 1600 година прије нове ере.